# USS Barber (DE-161)
USS Barber (DE-161/APD-57) là một tàu hộ tống khu trục lớp Buckley được Hải quân Hoa Kỳ chế tạo trong Chiến tranh Thế giới thứ hai. Tên nó được đặt theo ba anh em Malcolm, Randolph và Leroy Barber, đã cùng phục vụ trên thiết giáp hạm USS Oklahoma và đã tử trận trong cuộc tấn công Trân Châu Cảng vào ngày 7 tháng 12, 1941. Nó đã phục vụ trong chiến tranh cho đến năm 1944, khi được cải biến thành một tàu vận chuyển cao tốc mang ký hiệu lườn APD-57, và tiếp tục phục vụ cho đến khi chiến tranh kết thúc. Con tàu xuất biên chế năm 1946, rồi được chuyển cho Mexico năm 1969 và tiếp tục phục vụ cùng Hải quân Mexico như là chiếc ARM Coahuila (B07) cho đến khi ngừng hoạt động và bị tháo dỡ năm 2001. Barber được tặng thưởng ba Ngôi sao Chiến trận do thành tích phục vụ trong Thế Chiến II.

## Thiết kế và chế tạo
Những chiếc thuộc lớp tàu hộ tống khu trục Buckley có chiều dài chung 306 ft (93 m), mạn tàu rộng 37 ft 1 in (11,30 m) và độ sâu mớn nước khi đầy tải là 11 ft 3 in (3,43 m). Chúng có trọng lượng choán nước tiêu chuẩn 1.400 tấn Anh (1.400 t); và lên đến 1.740 tấn Anh (1.770 t) khi đầy tải. Hệ thống động lực bao gồm hai turbine hơi nước General Electric công suất 13.500 mã lực (10.100 kW), dẫn động hai máy phát điện công suất 9.200 kilôwatt (12.300 hp) để vận hành hai trục chân vịt;  công suất 12.000 hp (8.900 kW) cho phép đạt được tốc độ tối đa 23 kn (26 mph; 43 km/h), và có dự trữ hành trình 6.000 nmi (6.900 mi; 11.000 km) khi di chuyển ở vận tốc đường trường 12 kn (14 mph; 22 km/h).
Vũ khí trang bị bao gồm ba pháo 3 in (76 mm)/50 cal trên tháp pháo nòng đơn có thể đối hạm hoặc phòng không, một khẩu đội 1,1 inch/75 caliber bốn nòng và tám pháo phòng không Oerlikon 20 mm. Vũ khí chống ngầm bao gồm một dàn súng cối chống tàu ngầm Hedgehog Mk. 10 (có 24 nòng và mang theo 144 quả đạn); hai đường ray Mk. 9 và tám máy phóng K3 Mk. 6 để thả mìn sâu. Khác biệt đáng kể so với lớp Evarts dẫn trước là chúng có thêm ba ống phóng ngư lôi Mark 15 21 inch (533 mm). Thủy thủ đoàn đầy đủ bao gồm 186 sĩ quan và thủy thủ.
Barber được đặt lườn tại Xưởng hải quân Norfolk ở Portsmouth, Virginia vào ngày 27 tháng 4, 1943. Nó được hạ thủy vào ngày 30 tháng 5, 1943; nhưng chỉ được đỡ đầu bởi bà Peter Thomas Barber, mẹ ba anh em Barber, vào lúc con tàu nhập biên chế ngày 10 tháng 10, 1943 dưới quyền chỉ huy của Hạm trưởng, Đại úy Hải quân Eugene Thomas Bradley Sullivan.

## Lịch sử hoạt động

### Mặt trận Đại Tây Dương
Sau khi hoàn tất chuyến đi chạy thử máy huấn luyện tại khu vực Bermuda, Barber đảm nhiệm hộ tống vận tải dọc bờ biển Đại Tây Dương. Nó lên đường đi sang khu vực kênh đào Panama hộ tống một đoàn tàu vận tải chuyển quân, và trong chặng quay trở về đã hộ tống cho tàu tuần dương hạng nhẹ New Zealand HMNZS Leander bị hư hại trong chiến đấu đi đến Xưởng hải quân Boston để sửa chữa. Đi đến Boston vào ngày 23 tháng 12, nó không được dịp nghỉ lễ Giáng sinh trong cảng, nhưng phải khởi hành ngay ngày 25 tháng 12 để hộ tống một đoàn tàu vận tải gồm 95 tàu buôn hướng sang Bắc Phi. Sau khi đi đến Casablanca, Morocco thuộc Pháp, con tàu tuần tra chống tàu ngầm tại eo biển Gibraltar trong nhiều ngày trước khi tham gia một đoàn tàu vận tải cho hành trình quay trở về Hoa Kỳ.
Sau khi thực hiện một chuyến hộ tống vận tải khác, Barber quay trở về Norfolk, Virginia và tiếp tục đi đến Xưởng hải quân New York. Nó dành phần lớn thời gian trong tháng 2 và tháng 3, 1944 làm nhiệm vụ hộ tống vận tải dọc bờ biển giữa New York và Norfolk, rồi đến ngày 24 tháng 3 được điều động gia nhập Đội đặc nhiệm 21.15, một đội tìm-diệt tàu ngầm được hình thành chung quanh tàu sân bay hộ tống Croatan (CVE-25) cùng bốn tàu hộ tống khu trục khác. Đơn vị này lập được chiến công vào ngày 26 tháng 4, khi Barber phối hợp cùng với Frost (DE-144), Huse (DE-145) và Snowden (DE-246) đã đánh chìm tàu ngầm U-boat Đức U-488 tại tọa độ 17°54′B 38°05′T / 17,9°B 38,083°T. Sau khi được một đội tìm-diệt khác thay phiên, nó quay trở về cảng nhà vào ngày 11 tháng 5.
Được bảo trì một thời gian ngắn tại Xưởng hải quân New York và thực hành huấn luyện tại Casco Bay, Maine, Barber quay lại nhiệm vụ hộ tống vận tải, và cho đến tháng 10 đã thực hiện hai chuyến khứ hồi vượt Đại Tây Dương sang Bắc Phi, nhưng không đụng độ với đối phương. Vào ngày 9 tháng 10, nó đi đến Xưởng hải quân Philadelphia để được cải biến thành một tàu vận chuyển cao tốc lớp Charles Lawrence, và được xếp lại lớp với ký hiệu lườn mới APD-57 vào ngày 23 tháng 10. Sau khi công việc trong xưởng tàu hoàn tất vào tháng 1, 1945, nó rời Philadelphia vào ngày 17 tháng 1 để đi đến Norfolk, làm nhiệm vụ huấn luyện cho thủy thủ đoàn các tàu vận chuyển cao tốc tương lai.

### Mặt trận Thái Bình Dương
Vào ngày 22 tháng 2, Barber khởi hành từ Norfolk để đi sang khu vực Mặt trận Thái Bình Dương; sau chặng dừng ngắn tại San Diego, California, nó đi đến Trân Châu Cảng vào ngày 26 tháng 3. Con tàu thực hành huấn luyện cùng các đội phá hoại dưới nước (UDT: Underwater Demolition Team) tại khu vực Maui; vai trò của các đội UDT này bao gồm trinh sát, rà phá thủy lôi và dọn sạch chướng ngại vật nhằm chuẩn bị cho cuộc đổ bộ, và những tàu APD có nhiệm vụ đưa họ đến các bãi đổ bộ vài ngày trước khi diễn ra cuộc đổ bộ chính.
Rời khu vực quần đảo Hawaii vào ngày 14 tháng 4, Barber hướng đến Ulithi ngang qua Eniwetok, và sau khi đến nơi vào ngày 30 tháng 4, nó chuẩn bị trong năm ngày trước khi được phái đến Okinawa. Rời Ulithi vào ngày 5 tháng 5 trong thành phần một đoàn tàu vận tải, con tàu đi đến khu vực thả neo Hagushi năm ngày sau đó.
Vào ngày 11 tháng 5, Barber được lệnh đi đến trợ giúp cho chiếc Hugh W. Hadley (DD-774) đang tại vị trí trạm cột mốc radar canh phòng về phía Bắc khu vực neo đậu. Chiếc tàu khu trục đã bị hai máy bay tấn công cảm tử Kamikaze và hai quả bom đánh trúng. Barber đã phái người sang giúp di tản những người bị thương của Hugh W. Hadley, rồi tiếp tục những nỗ lực kiểm soát hư hỏng nhằm cứu con tàu bạn. Sang ngày hôm sau nó được phái đến vị trí cột mốc canh phòng về phía Bắc Ie Shima; máy bay đối phương đã không xuất hiện trong tầm nhìn. Đến ngày 15 tháng 5, nó vớt được bốn binh lính Nhật Bản trên một chiếc bè, và sau đó chuyển họ đến một trại tập trung tù binh chiến tranh tại Oknawa.
Năm ngày sau đó, 20 tháng 5, phía Nhật Bản tung ra một đợt tổng tấn công bằng máy bay và tàu ngầm bỏ túi tấn công tự sát nhằm vào lực lượng hải quân Đồng Minh tại khu vực Okinawa. Bước vào báo động trực chiến suốt cả ngày và đêm, Barber đã truy đuổi hai tàu tàu ngầm bỏ túi và báo cáo có thể đã đánh chìm được một chiếc, và liên tục báo động phòng không đối phó các đợt không kích. Vào ngày 14 tháng 6, nó bắt giữ thêm ba tù binh, và vào chiều tối ngày 16 tháng 6 nó đã đi đến trợ giúp cho tàu hộ tống khu trục Twiggs (DD-591) tại khu vực neo đậu Hagushi bị máy bay tấn công cảm tử đối phương đánh trúng. Twiggs đắm chỉ sau một giờ, và Barber đã hoạt động suốt đêm để tìm kiếm và cứu vớt 188 người sống sót.
Tách khỏi nhiệm vụ tại Okinawa vào ngày 4 tháng 7, Barber gia nhập một đoàn tàu bao gồm bốn tàu hộ tống khác và 32 tàu đổ bộ LST để hướng sang Saipan. Khi sắp đến nơi, nó tách ra để hộ tống một phần đoàn tàu đi đến Guam. Lộ trình mới cắt ngang tuyến đường bay được những máy bay ném bom B-29 Superfortress sử dụng cho những phi vụ ném bom Tokyo. Vào ngày 9 tháng 7, được tin tức về một vụ rơi máy bay tại khu vực lân cận, Barber đã đi hết tốc độ đến hiện trường và đi dọc ngược theo lộ trình chiếc máy bay ném bom, lần lượt cứu vớt toàn bộ 11 thành viên của đội bay. Chiếc tàu vận chuyển cao tốc đã đưa họ đến Guam vào ngày hôm sau.
Ở lại Guam cho đến ngày 21 tháng 7, Barber tháp tùng để bảo vệ cho tàu sân bay hộ tống Salamaua (CVE-96) lên đường đi Ulithi. Nó tiếp tục đi đến vịnh Leyte, nơi nó bảo vệ cho các thiết giáp hạm Texas (BB-35) và Mississippi (BB-41) từ ngày 8 đến ngày 10 tháng 8. Sau khi Nhật Bản chấp nhận đầu hàng vào ngày 15 tháng 8 giúp kết thúc cuộc xung đột, nó lên đường hướng sang Okinawa hộ tống cho các thiết giáp hạm Mississippi và Idaho (BB-42). Đến nơi vào ngày 21 tháng 8, nó lên đường ngay ngày hôm sau để quay trở lại vịnh Manila.
Từ ngày 2 tháng 9, Barber làm nhiệm vụ tại khu vực vịnh Subic trong ba tuần lễ trước khi chuyển đến vịnh Lingayen để gia nhập Đội vận chuyển 20. Từ đây nó lên đường hộ tống cho 20 tàu làm nhiệm vụ vận chuyển lực lượng chiếm đóng đi sang Nhật Bản. Lực lượng tiến vào vịnh Wakanoura trên đảo Honshū vào ngày 7 tháng 10, và nó ở lại đây trong ba tuần lễ trong giai đoạn chờ đợi các tàu quét mìn dọn sạch luồng tuyến đi sang Nagoya. Cuối cùng Đội vận chuyển 20 cũng đi qua được eo biển an toàn, còn Barber ở lại phía sau làm nhiệm vụ kiểm soát cảng. Con tàu có dịp viếng thăm Nagasaki, nơi bị tàn phá nặng nề do đã chịu đựng quả bom nguyên tử thứ hai trong chiến tranh.
Sau khi trải qua thêm ba tuần lễ làm nhiệm vụ hộ tống tàu bè đi đến các cảng Nhật Bản, Barber đón lên tàu hành khách cho chuyến đi quay trở về Hoa Kỳ. Khởi hành vào ngày 21 tháng 11, nó đi ngang qua Sasebo, Eniwetok, Trân Châu Cảng, San Diego và kênh đào Panama để quay trở về vùng bờ Đông, và được cho xuất biên chế vào ngày 22 tháng 5, 1946 và được đưa về Hạm đội Dự bị Đại Tây Dương, neo đậu tại Green Cove Springs, Florida. Sau hai thập niên bị bỏ không, tên nó được cho rút khỏi danh sách Đăng bạ Hải quân vào ngày 27 tháng 11, 1968, và con tàu được chuyển cho chính phủ Mexico vào ngày 22 tháng 12, 1969.

### ARMCoahuila(B07/E21)
Con tàu nhập biên chế cùng Hải quân Mexico vào ngày 22 tháng 12, 1969 như là chiếc ARM Coahuila (B07).  Nó được đổi tên thành ARM Vincente Guerrero vào năm 1994, nhưng sau đó quay trở lại cái tên ban đầu Coahuila, nhưng với số hiệu lườn mới E21. Nó rút khỏi biên chế Hải quân Mexico vào ngày 16 tháng 7, 2001,  nhưng số phận sau đó không rõ.

## Phần thưởng
Barber được tặng thưởng ba Ngôi sao Chiến trận do thành tích phục vụ trong Thế Chiến II.
|             |  | Bronze star · Bronze star |
| Bronze star |  |                           |

| Dãi băng Hoạt động Tác chiến (truy tặng)                                     | Huân chương Chiến dịch Hoa Kỳ        | Huân chương Chiến dịch Châu Á-Thái Bình Dương với 2 Ngôi sao Chiến trận |
| Huân chương Chiến dịch Châu Âu-Châu Phi-Trung Đông với 1 Ngôi sao Chiến trận | Huân chương Chiến thắng Thế Chiến II | Huân chương Giải phóng Philippine (Philippine)                          |